# 湯浅明美
湯浅 明美（ゆあさ あけみ、1971年1月9日 - ）は、福岡県福岡市出身のQVCジャパンのショッピングナビゲーターである。

## 来歴・人物
- 乗馬で国体に出場し、その後も趣味としていた[2]。
- エアーニッポンの客室乗務員、NHK福岡放送局キャスター[注 1]の経歴を持つ（1997年は在籍している[2]）。
- QVCには開局前の2001年に入社[3]。夜間を担当する事が多く、明朗快活な人柄で人気ナビゲーターの一人でもある。

## エピソード
- 既婚者で息子が一人いる[1]。
- 洋服は9号、Mサイズ。着丈の目安やサイズ感を紹介する際、自身の身体の事を「たくましい二の腕」「腰張りさん」「競輪選手ばりの下半身」などと自嘲気味に言う時がある。靴のサイズは23.5cm[1]。
- 一人称が「湯浅は～」「湯浅的には～」など「湯浅」の時があり、口癖としては「すんばらしい」[1]「アーンド」「おいくら万円」などがある。